# Zebrias captivus
Zebrias captivus är en fiskart som beskrevs av Randall, 1995. Zebrias captivus ingår i släktet Zebrias och familjen tungefiskar. Inga underarter finns listade i Catalogue of Life.
Arten förekommer i Persiska viken kring Bahrain. Den vistas i områden med sand eller slam som grund. Födan utgörs av små ryggradslösa djur. Fisken blir upp till 97 mm lång.
Zebrias captivus fiskas som matfisk. Populationens storlek är okänd. IUCN listar arten med kunskapsbrist (DD).